# Ángel Luna González
Ángel Luna González (Madrid, 13 d'abril de 1952) és un polític i advocat valencià d'origen madrileny militant del PSOE des de l'any 1970. És llicenciat en Dret per la Universitat Complutense de Madrid, ciutat de la qual es trasllada a Alacant el 1975 per a exercir d'advocat laboralista.
Va participar des dels inicis en el Consell de la Generalitat Valenciana, primer al govern pre-autonòmic d'Enric Monsonís i després al de Joan Lerma. Va ser Conseller de Treball (1981-1982), ampliant després la seua cartera amb les competències de Sanitat i Seguretat Social (1982-1983). El 1983 seria designat senador pel País Valencià al Senat espanyol fins a 1986, quan és triat diputat al Congrés dels Diputats per Alacant a la III legislatura; càrrec que va repetir a la IV. Durant aquest temps va ser Vicepresident Primer de la Comissió de Justícia Interior del Congrés dels Diputats.
El 1991 deixà el seu escó al Congrés per ser el candidat del PSPV en les eleccions municipals de 1991 a l'alcaldia d'Alacant. La victòria electoral li permeté ser nomenat alcalde d'Alacant en successió del també socialista José Luis Lassaletta Cano. El seu mandat va quedar marcat per l'aprovació del Pla Especial del Port d'Alacant, l'inici de l'execució del Pla de Rehabilitació i Arquitectura del Nucli històric d'Alacant i la demolició i reconstrucció del degradat barri de les Mil Vivendes. A les eleccions de 1995 va perdre davant Luis Díaz Alperi, del PP, i va romandre com a cap de l'oposició fins que dimití per a reprendre posteriorment la seua activitat com a advocat.
Va treballar uns anys a l'Hèrcules CF, quan torna a la política l'any 2007, quan és elegit diputat a les Corts Valencianes pel PSPV. La crisi esdevinguda arran de la dimissió del síndic socialista a les Corts Joan Ignasi Pla portà a Luna a aquest lloc de responsabilitat entre 2007 i 2011. Durant aquesta etapa com a Síndic-portaveu del Grup Parlamentari Socialista, mantingué forts enfrontament parlamentaris amb el PP i el President de la Generalitat Francisco Camps arran de l'escàndol de corrupció política conegut amb el nom de Cas Gürtel. Açò provocà la reacció del Grup Parlamentari Popular, que el va reprovar per la revelació en seu parlamentària d'un informe policial relatiu a l'esmentat cas que es trobava en secret de sumari. La reprovació va ser un fet sense precedents i provocà l'abandó de tots els grups de l'oposició a la cambra autonòmica en ple (PSPV, Compromís pel País Valencià i el grup de no adscrits d'EUPV), en mostra de solidaritat amb Ángel Luna. El PP acusà a Luna d'un delicte de descobriment d'informació secreta i va portar el cas al Tribunal Superior de Justícia, a més de demanar la seua dimissió. Finalment Ángel Luna va ser absolt.
Va ser Vicepresident segon de les Corts Valencianes.
A les eleccions a les Corts Valencianes de 2011, encapçalà les llistes socialistes per la circumscripció d'Alacant i renovà l'acta de diputat, tot i que el PSPV perdé dos escons respecte a les eleccions anteriors. En aquesta legislatura, Ángel Luna fou elegit vicepresident de les Corts Valencianes. El 2014, abans de la finalització del mandat, Luna renuncià a l'acta de diputat per ser triat adjunt a la Sindicatura de Greuges i fou substituït a la Vicepresidència de la cambra per Ana Barceló.
En l'actualitat és el Síndic de Greuges del País Valencià en substitució de José Cholbi Diego.